# 임해림
임해림(한국 한자: 林海林, 본명: 임장석, 1922년 12월 12일 ~ 현재)은 대한민국의 영화 배우이다.

## 주요 이력
1932년 어릴적부터 극단에서 연극으로 따라오면서 활동하였다. 당시 극단이었으며, 해방 후 청춘극장등에서 활동 후, 6.25때 대구로 피난 후에도 연극 생활을 계속하였으며, 청춘좌라는 극단을 창단하기도 하였다.

## 출연작

### 영화
- 1939년 《귀착지》
- 1957년 《풍운의 궁전》
- 1961년 《의적 일지매》
- 1961년 《성춘향》
- 1962년 《두만강아 잘 있거라》
- 1962년 《암행어사 박문수》
- 1962년 《외나무다리》
- 1962년 《와룡선생 상경기》
- 1963년 《현해탄의 구름다리》
- 1963년 《김약국의 딸들》
- 1963년 《상해리루》
- 1963년 《복면대군》
- 1963년 《비나리는 호남선》
- 1963년 《망부석》
- 1964년 《신화를 남긴 해병》
- 1964년 《배신》
- 1964년 《마의 계단》... 병원 경비 역
- 1964년 《세종대왕》
- 1964년 《동굴속의 애욕》
- 1964년 《수양과 백두건》
- 1964년 《보고싶은 얼굴》
- 1964년 《백설공주》
- 1964년 《미녀와 도적》
- 1964년 《목숨보다 더한 것》
- 1964년 《수색대》
- 1964년 《남이장군》
- 1964년 《도심의 향가》
- 1964년 《천안삼거리》
- 1964년 《석가모니》
- 1965년 《쌍무지개 뜨는 언덕》... 동료 A 역
- 1965년 《삭발의 모정》
- 1965년 《살인명령》
- 1965년 《태조 이성계》
- 1965년 《성난 얼굴로 돌아보라》
- 1965년 《생명은 불꽃처럼》
- 1965년 《살아야 한다》
- 1965년 《모녀비곡》
- 1965년 《적자인생》
- 1966년 《역전중국집》
- 1966년 《연애탐정》
- 1966년 《민검사와 여선생》
- 1966년 《내 주먹을 사라》
- 1966년 《8240 K.L.O》
- 1966년 《남북천리》
- 1966년 《비밀정보 88번지》
- 1966년 《마지막 왕후 윤비》
- 1966년 《물레방아》
- 1967년 《성난 송아지》
- 1967년 《폭로》
- 1967년 《일본천황과 폭탄의사》
- 1967년 《가고파》
- 1967년 《사격장의 아이들》
- 1967년 《우주괴인 왕마귀》
- 1967년 《원점》
- 1967년 《상감마마 미워요》
- 1967년 《안개》
- 1967년 《일지매 삼검객》
- 1967년 《인조반정》
- 1967년 《공주 며느리》
- 1967년 《어느 여배우의 고백》
- 1967년 《암행어사》
- 1967년 《보은의 기적》
- 1967년 《두 나그네》
- 1967년 《내한을 풀어다오》
- 1967년 《내일은 웃자》
- 1967년 《산》
- 1967년 《9인의 외순명》
- 1967년 《고향》
- 1967년 《기상천외》
- 1967년 《월하의 공동묘지》
- 1967년 《어명》
- 1967년 《황혼의 문객》
- 1967년 《수라문의 혈투》
- 1967년 《까치소리》
- 1968년 《가로수의 합창》
- 1968년 《장군의 수염》
- 1968년 《내시》
- 1968년 《천하장사 임꺽정》
- 1968년 《화초기생》
- 1968년 《제삼지대》
- 1968년 《유정의 검》
- 1968년 《영》
- 1968년 《성난 대지》
- 1968년 《구슬공주》
- 1968년 《고향무정》
- 1968년 《어떤 눈망울》
- 1968년 《대좌의 아들》
- 1968년 《자주댕기》
- 1968년 《풍랑객》
- 1968년 《괴도의 검》
- 1968년 《정든 님》
- 1968년 《삼현육각》
- 1968년 《순애보》
- 1968년 《탈출 17시》
- 1969년 《제7의 사나이》
- 1969년 《북경열차》
- 1969년 《아무리 미워도》
- 1969년 《만고강산》
- 1969년 《부각하》
- 1969년 《렌의 애가》
- 1969년 《재생》
- 1969년 《눈 나리는 밤》
- 1969년 《마인》
- 1969년 《생명》
- 1969년 《춘원 이광수》
- 1969년 《정하 어디로 가시나이까》
- 1969년 《3인의 여검객》
- 1969년 《꽃버선》
- 1969년 《0시의 부루스》
- 1969년 《남편》
- 1969년 《백면검귀》
- 1969년 《한번 준 마음인데》
- 1969년 《명동 나그네》
- 1969년 《돌아온 팔도 사나이》
- 1969년 《석양에 떠나가다》
- 1969년 《떠나가는 왼손잡이》
- 1970년 《태조 왕건》
- 1970년 《아씨》
- 1970년 《무영탑》
- 1970년 《세조대왕》
- 1970년 《여인전장》
- 1970년 《마님》
- 1970년 《일요일 밤과 월요일 아침》
- 1970년 《꼬마신랑》
- 1970년 《복수의 마검》
- 1970년 《유정검화》
- 1970년 《마비와 마검》
- 1970년 《분노》
- 1970년 《태양은 늙지 않는다》
- 1970년 《중원제일검》
- 1970년 《용호풍운》
- 1970년 《약속은 없었지만》
- 1970년 《황금70 홍콩작전》
- 1970년 《심야의 방문객》
- 1970년 《굿바이 동경》
- 1970년 《나이프 장》
- 1971년 《명동삼국지》
- 1971년 《다섯개의 단검》
- 1971년 《미워도 정때문에》
- 1971년 《대감신랑》
- 1971년 《첫정》
- 1971년 《맹인 대협객》
- 1971년 《과객》
- 1971년 《인간사표를 써라》
- 1971년 《위자료》
- 1971년 《옥합을 깨뜨릴 때》
- 1971년 《마패없는 여사》
- 1971년 《사랑을 빌립시다》
- 1971년 《두 아들》
- 1971년 《여인도》
- 1972년 《힘》
- 1972년 《의사 안중근》
- 1972년 《사랑하는 아들 딸아》
- 1972년 《무릎꿇고 빌련다》
- 1972년 《화분》
- 1972년 《인왕산 호랑이》
- 1972년 《사랑하는 아들의 심판》
- 1972년 《설야의 여곡성》
- 1973년 《캐서린의 탈출》
- 1973년 《넋》
- 1973년 《장안 명기 오백화》
- 1973년 《방년 18세》
- 1973년 《여대생 또순이》
- 1974년 《망나니》
- 1974년 《악마의 제자들》
- 1974년 《아빠하고 나하고》
- 1974년 《행운》
- 1974년 《철면객》
- 1974년 《올챙이 구애작전》
- 1974년 《여자정신대》
- 1974년 《증언》
- 1974년 《국회 푸락치》
- 1974년 《눈으로 묻고 얼굴로 대답하고 마음 속 가득히 사랑은 영원히》
- 1975년 《지옥의 초대장》
- 1975년 《운수대통》
- 1975년 《태백산맥》
- 1975년 《조약돌》
- 1975년 《새벽에 온 방문객》
- 1975년 《영자의 전성시대》
- 1975년 《10대의 영광》
- 1975년 《왜 그랬던가》
- 1975년 《미스염의 순정시절》
- 1975년 《특별수사본부 외팔이 김종원》
- 1976년 《밀명객》
- 1976년 《혈육애》
- 1976년 《속 비밀객》
- 1976년 《젊은 도시》
- 1976년 《악충》
- 1976년 《그래 그래 오늘은 안녕》
- 1976년 《어머니》
- 1976년 《검은 띠의 후계자》
- 1976년 《야성의 숲》
- 1976년 《집념》
- 1976년 《걷지말고 뛰어라》
- 1976년 《야간학교》
- 1976년 《핏줄》
- 1976년 《성춘향전》
- 1976년 《천의 얼굴》
- 1977년 《옥례기》
- 1977년 《일격필살》
- 1977년 《엄마 없는 하늘 아래 2》
- 1977년 《평양의 비밀지령》
- 1977년 《고교결전 자! 지금부터야》
- 1977년 《제3부두 고슴도치》
- 1977년 《표적》
- 1977년 《처녀의 성》
- 1977년 《소림사 흑표》
- 1977년 《초분》
- 1978년 《7호실 손님》
- 1978년 《십이대천왕》
- 1978년 《어딘가에 엄마가》
- 1978년 《엄마없는 하늘아래》
- 1978년 《대동강 출신》
- 1978년 《슬픔이 파도를 넘을 때》
- 1978년 《과부》
- 1978년 《고교 고단자》
- 1978년 《제갈 맹순이》
- 1979년 《족보》
- 1979년 《다함께 부르고 싶은 노래》
- 1979년 《지옥의 49일》
- 1979년 《물도리 둥》
- 1980년 《최후의 증인》
- 1980년 《괴시》
- 1980년 《하늘이 부를 때까지》
- 1980년 《무림악인전》
- 1980년 《월녀의 한》
- 1980년 《별명붙은 사나이》... 수사과장 역
- 1980년 《우산속의 세 여자》... 손님 역
- 1980년 《팔불출》
- 1980년 《피막》
- 1980년 《땅울림》
- 1980년 《노명검》
- 1981년 《괴적괴무》... 객잔 주인 역
- 1981년 《흡혈귀 아녀》
- 1981년 《앵무새 몸으로 울었다》
- 1981년 《본전생각》
- 1981년 《초대받은 성웅들》
- 1981년 《두 아들》
- 1981년 《미워도 다시 한 번 80 2》
- 1981년 《사람의 아들》
- 1982년 《풍운아 팔불출》
- 1982년 《무녀의 밤》
- 1982년 《욕망의 늪》
- 1982년 《저녁에 우는 새》
- 1982년 《백구야 훨훨 날지마라》
- 1982년 《죽으면 살리라》
- 1982년 《밤의 천국》
- 1983년 《일송정 푸른 솔은》
- 1983년 《이 한몸 돌이 되어》
- 1983년 《여인잔혹사 물레야 물레야》
- 1983년 《돌아온 용팔이》
- 1984년 《내가 마지막 본 흥남》
- 1984년 《초대받은 성웅들》
- 1984년 《서쪽나라》
- 1984년 《자녀목》
- 1984년 《형》
- 1984년 《울지 않는 호랑이》
- 1984년 《나도 몰래 어느새》
- 1984년 《동반자》
- 1984년 《비천괴수》
- 1985년 《장남》
- 1985년 《물목》
- 1985년 《왜불러》
- 1985년 《귀소》
- 1985년 《오싱》
- 1986년 《황진이》
- 1986년 《오사까대부》
- 1986년 《물레방아》
- 1986년 《깜보》... 건물 수위 역
- 1986년 《금달래》
- 1987년 《연산군》
- 1987년 《달래내 보슬이》
- 1987년 《대야망》
- 1987년 《고속도로》
- 1987년 《호걸춘풍》
- 1987년 《산딸기 3》
- 1987년 《박철수의 헬로 임꺽정》
- 1987년 《북치는 여자》
- 1987년 《뜨겁고 깊은겨울》... 중역 3 역
- 1988년 《가루지기》
- 1988년 《업》
- 1988년 《당신은 안개꽃》... 농장장 역
- 1988년 《맷돌》
- 1988년 《고금소총》... 집사 갑 역
- 1988년 《뽕 2》
- 1989년 《산불》
- 1989년 《종자골》
- 1990년 《창부일색》... 소장수 1 역
- 1990년 《눈물의 웨딩드레스》... 수위 역
- 1990년 《청송으로 가는 길》
- 1990년 《이조 여인숙명사 청상계》... 망나니 역
- 1990년 《혼자도는 바람개비》... 옷가게 주인 역
- 1991년 《사랑스런 이웃집 여자》
- 1991년 《은마는 오지 않는다》... 마을 사람 1 역
- 1991년 《꽃그늘 속에 부는 바람》... 별장지기 역
- 1991년 《장미여관》... 남자 부 역
- 1992년 《애사당 홍도》... 걸승 역
- 1992년 《봉성부인》
- 1992년 《뽕 3》
- 1993년 《무정의 제3부두》... 구 사장 역
- 1994년 《불의 태양》... 승정 부 역
- 1995년 《돈을 갖고 튀어라》... 노인 역
- 1996년 《학생부군신위》... 일가붙이 역
- 1996년 《알바트로스》... 송 노인 역
- 2005년 《형사 Duelist》... 탕촌 노인 역

## 주요경력
- 1939년 영화 <귀착지>와 <성황당>에 단역으로 출연
- 1940년 홍순숙 등과 극단 인생좌 창단
- 1942년 예원좌 입단
- 1945년 극단 아리랑 창단, 연극 <아리랑>에 영진 역으로 출연
- 1946년 극단 청춘극단 입단

## 수상
- 1994년 제32회 대종상 영화제 - 특별연기상
- 1982년 제21회 대종상 영화제 공로상